# 젤로 비아프라

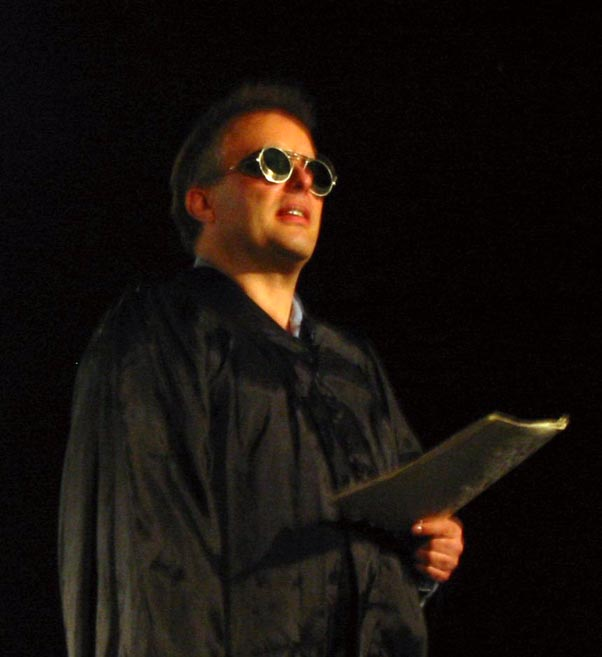

젤로 비아프라(Eric Reed Boucher, 1958년 6월 17일 ~ )는 미국의 가수, 배우, 인권운동가, 정치인, 저널리스트, 영화배우, 작곡가 겸 작사가이다.
볼더에서 태어났다.

## 영화
- 더 위어드 월드 오브 브로플라이 (2010년)
- 윌리엄 S. 버로그 (2009년)
- 펑크는 죽지 않았다 (2006년) - 본인 역
- 펑크록 연대기 (2005년)
- 하이웨이 61 (1991년)
- 비디오테이프 대소동 (1988년)
- X - 더 언허드 뮤직 (1986년) - 본인 역